# Sunset Sons
Die Sunset Sons sind eine britisch-australische Rockband. 2016 waren sie mit ihrem Album Very Rarely Say Die über Großbritannien hinaus erfolgreich.

## Bandgeschichte
Die vier Mitglieder der Sunset Sons trafen sich 2013 beim Surfen in Hossegor an der Südwestküste Frankreichs. Nach dem Surfen trafen sie sich abends in der Bar von Peter Harpers Cousin und begannen, Musik zu machen. Neben dem aus Australien stammenden Bassisten Harper gehörten Sänger Rory Williams aus Bournemouth, Gitarrist Robin Windram aus Cornwall und Schlagzeuger Jed Laidlaw aus Newcastle zu den Gründungsmitgliedern. Ihre erste EP benannten sie nach der Bar Le Surfing. Sie erschien 2014 und zog gleich das Interesse der Musiklabels auf sich. Sie unterschrieben bei Vagrant Records und veröffentlichten noch im selben Jahr die zweite EP No Bad Days. Nach Erfolgen in den Streamingcharts wurde auch die englische Musikpresse auf sie aufmerksam und die BBC nahm sie in ihre Liste zum Sound of 2015 auf.
In dem Jahr folgten aber erst einmal weitere Auftritte und eine dritte EP. Außerdem waren sie Vorgruppe auf der Imagine-Dragons-Tour. Erst spät im Jahr gingen sie nach Nashville, um mit Produzent Jacquire King ihr Debütalbum aufzunehmen. Very Rarely Say Die erschien im April 2016 beim französischen Label Exit und erreichte Platz 25 der britischen Charts. Auch in Belgien und der Schweiz kam es in die Charts, nicht aber in Frankreich. Zwei ihrer Songs wurden in der Videospielserie Guitar Hero verwendet.
Robin Windram verließ 2018 die Band und zog sich ins Familienleben zurück. Die Sunset Sons machten als Trio weiter. Sie wechselten zu einem englischen Label und machten weitere Veröffentlichungen wie die EP The River und 2019 das zweite Album Blood Rush Déjà Vu, beide produziert von Catherine Marks, konnten damit aber nicht an den Debüterfolg anknüpfen.

## Diskografie
Alben
- Very Rarely Say Die (2016)
- Blood Rush Déjà Vu (2019)

EPs
- Le Surfing (2014)
- The Fall Line Tour Live (2015)
- She Wants EP (2015)
- The River EP (2018)

Lieder
- On the Road (2015)
- Remember (2016)
- Running Man (2018)
- Love Lights (2018)
- Problems (2019)
- Say Hi (2019)
- Heroes (2019)
- Superman (2019)
- Smile (2020)
- Rum & Coca Loca (2020)